# Sebastian Vadakel
Sebastian Vadakel MSTA (* 7. Oktober 1952 in Vilakumadam) ist ein indischer Priester und Bischof von Ujjain.

## Leben
Sebastian Vadakel trat der Ordensgemeinschaft der Missionary Society of St. Thomas the Apostle bei und empfing am 9. April 1979 die Priesterweihe. Papst Johannes Paul II. ernannte ihn 1998 zum Bischof von Ujjain. 
Der Altbischof von Ujjain, John Perumattam MSTA, spendete ihm am 8. September desselben Jahres die Bischofsweihe; Mitkonsekratoren waren Jacob Thoomkuzhy, Erzbischof von Trichur, und Joseph Pallikaparampil, Bischof von Palai. 